# ورزش در ترکیه
یکی از ورزش‌های مورد علاقه مردم ترکیه فوتبال است. از تیم‌های صاحب نام لیگ ترکیه می‌توان به بشیکتاش، فنرباغچه، گالاتاسرای اشاره کرد. یکی از باشگاه‌های پرافتخار ترکیه گالاتاسرای است که در لیگ اروپا و سوپرجام اروپا یک قهرمانی دارد. تیم ملی ترکیه نیز در سال ۲۰۰۲ با مربیگری شنول گونش به مقام چهارمی جهان دست یافت.

## وزنه برداری

نعیم سلیمان اوغلو وزنه‌بردار ترک اهل بلغارستان که برای ترکیه مسابقه می‌داد

ورزش وزنه‌برداری در ترکیه روند مورد قبول را دنبال می‌کند. وزنه‌برداری ترکیه در کارنامه خود قهرمانی و کسب مدال طلا را در المپیک دارد. وزنه‌برداران نام‌آشنای ترکیه نعیم سلیمان اوغلو ملقب به هرکول جیبی و هلیل موتلو هستند که هر یک با سه مدال طلا در سه المپیک از بهترین وزنه برداران تاریخ این رشته هستند. نورجان تایلان نیز وزنه‌بردار زن ترکیه رکورد تازه‌ای را در وزنه‌برداری زنان جهان به ثبت رساند.

## قایقرانی
ترکیه دارای چهار مرز دریایی است. دریای سیاه، دریای مرمره، دریای اژه و مدیترانه بنابراین تعجب اور نیست که قایقرانی در ترکیه یک ورزش محبوب نباشد. شهر مارماریس در کنار دریای مدیترانه و شهر بودروم از مهترین مکان‌های قایقرانی در ترکیه می‌باشند.

## دو و میدانی
دو میدانی یکی دیگر از ورزش‌های ترکیه‌است. سوریا آیهان دونده ترک در سال۲۰۰۳ رکورد جدیدی را در  دو ۱۵۰۰ متر در جهان ثبت کرد.

## فرمول یک
ترکیه یکی از میزبان‌های مسابقات فرمول یک است. فدراسیون اتومبیل ترکیه در سال ۱۹۹۱ تأسیس شد. در آخرین مسابقات فرمول یک ترکیه سباستین وتل راننده تیم ردبول به پیروزی رسید. یک از پرافتخارترین ماشین سواران فرمول یک در ترکیه جاسون تاهینجی اوغلو است.

## موتورسواری

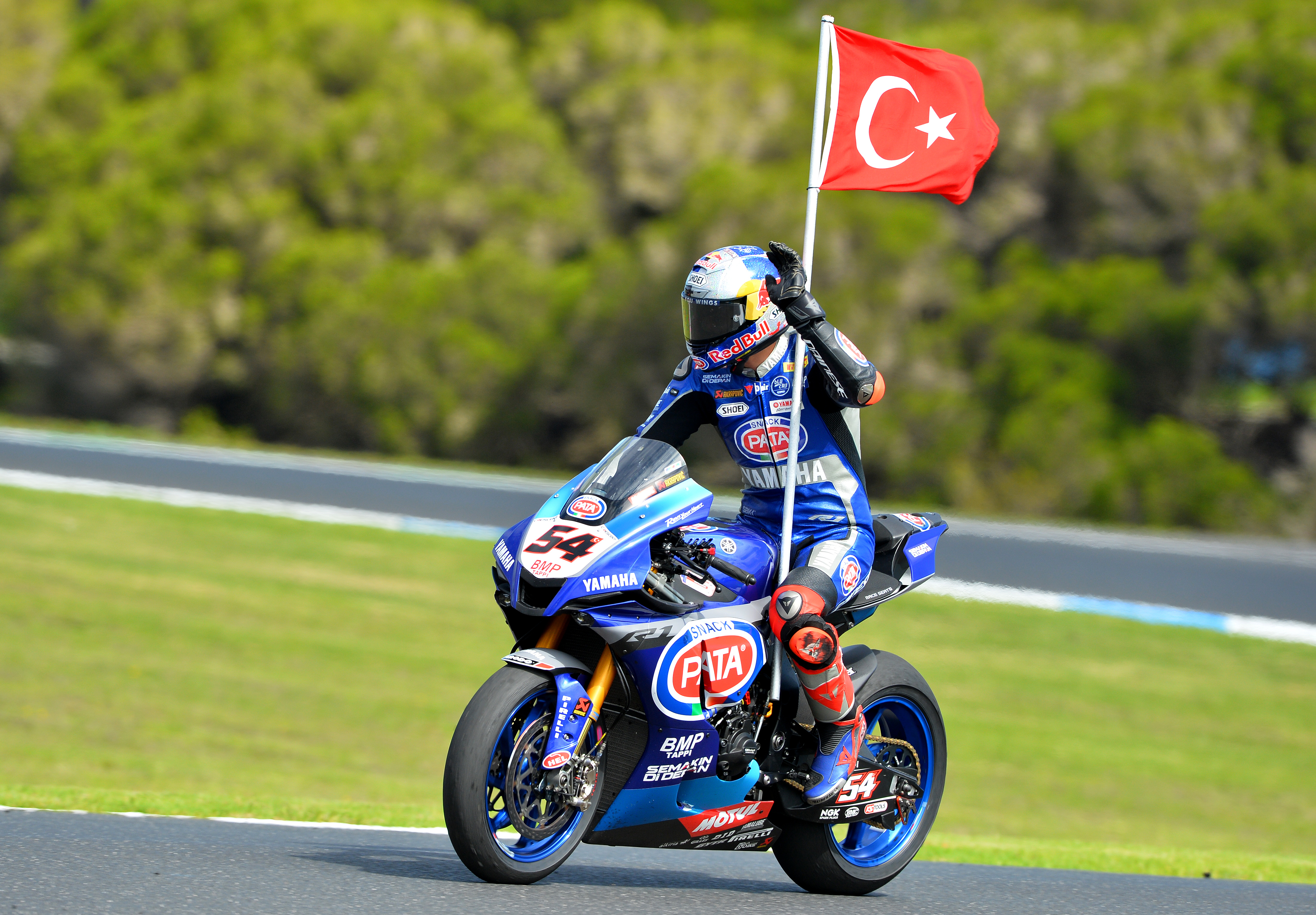
کنین صوفی اوغلی موتور سوار نام اشنا در ترکیه

فدراسیون ورزش موتورسواری ترکیه در سال ۱۹۹۱ تاسیس شد.  ترکیه یکی از ۱۷ کشور در فرمول یک گراندپریس است. در سال ۲۰۰۵ کنین صوفی اوغلی موتورسوار ترکیه ای درخشش قابل توجه‌ای در جهان داشت. در سال ۲۰۲۱ توپراک رازگاتلی اوغلو به عنوان اولین موتورسوار از کشور ترکیه در سوپربایک قهرمان جهان شد و به دوره شش ساله قهرمانی جاناتان ریا پایان داد.

## والیبال
والیبال در کشور ترکیه بعد از فوتبال در کنار بسکتبال محبوبترین ورزش محسوب می‌شود.

## بسکتبال

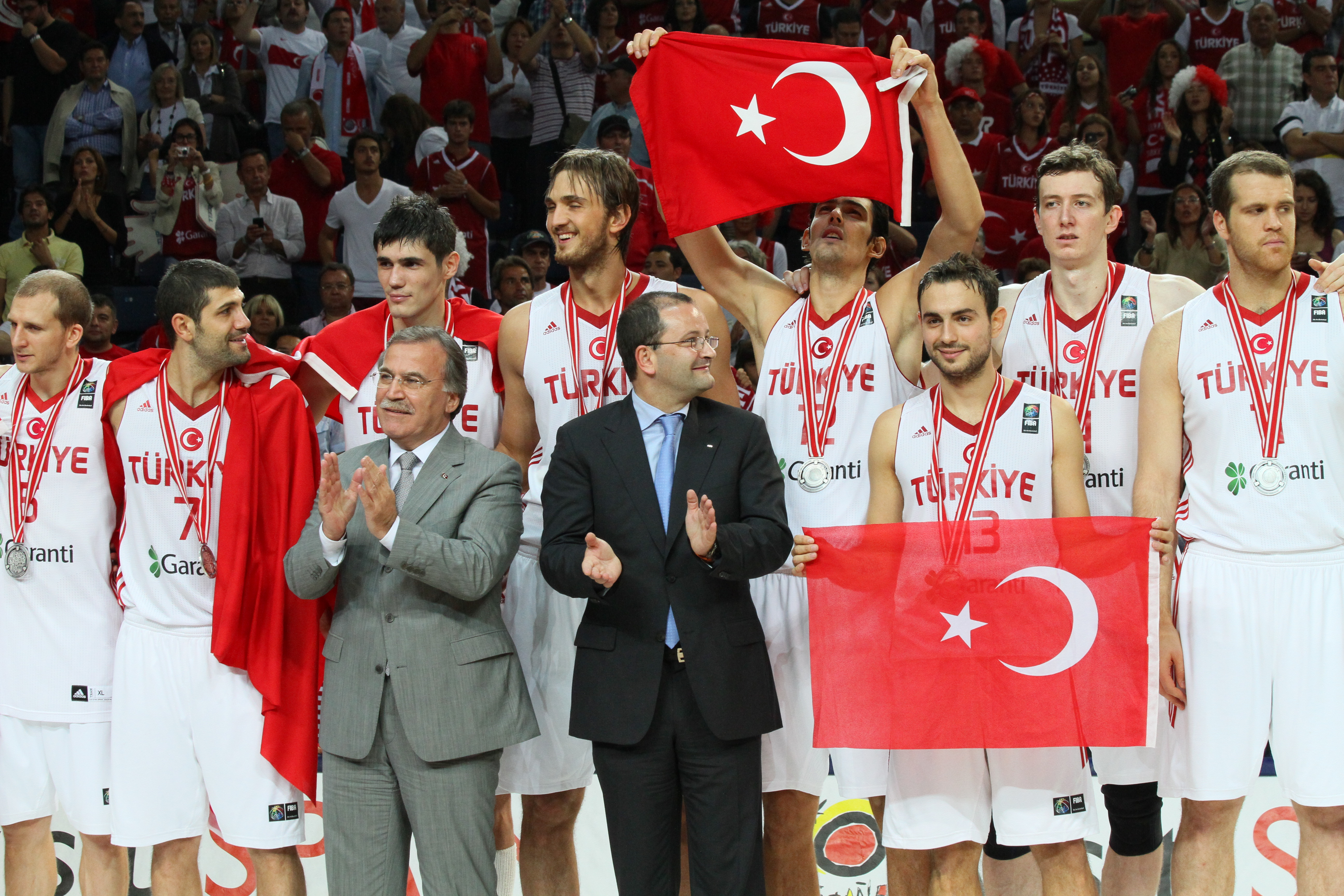
ترکیه نایب قهرمان جام جهانی بسکتبال در سال ۲۰۱۰

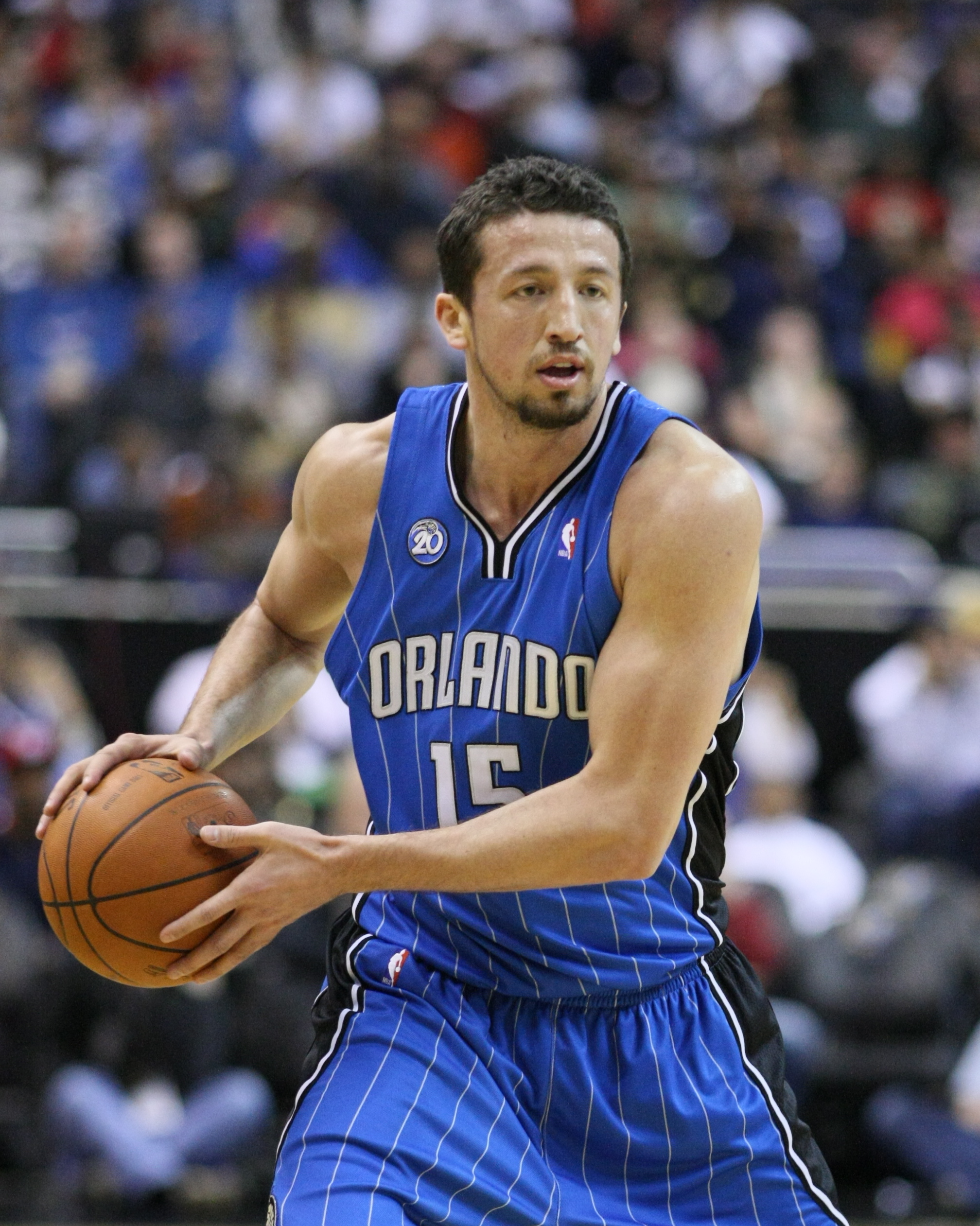
هدایت ترک اوغلو

ترکیه میزبان جام جهانی بسکتبال در سال ۲۰۱۰

ورزش بسکتبال در سال‌های اخیر در ترکیه مورد استقبال خوبی قرار گرفته‌است. آخرین مقام تیم ملی بسکتبال ترکیه نایب قهرمانی در جام جهانی ۲۰۱۰ بود. که ترکیه با شکست تیم ملی بسکتبال صربستان  به فینال رسید. و در مقابل تیم ملی امریکا شکست خورد.
- ورزش در ترکیه